# Установка виробництва олефінів у Ляньюньгані
Установка виробництва олефінів у Ляньюньгані — виробництво нафтохімічної промисловості в провінції Цзянсу (східне узбережжя країни).
У 2010-х роках у Китаї почали з'являтись виробництва олефінів з метанолу, як у складі інтегрованих вуглехімічних комплексів, так і розраховані на споживання придбаної на відкритому ринку сировини. До останніх зокрема відноситься установка компанії Jiangsu Sailboat Petrochemical в Ляньюньгані, введена в експлуатацію на початку 2018 року. На той момент вона була найбільш потужною лінією серед виробництв типу MTO (methanol-to-olefins, метанол-у-олефіни), оскільки могла видавати 830 тисяч тон цільових алкенів — 370 тисяч тон етилена та 460 тисяч тон пропілена на рік. Крім того, тут продукувалась певна кількість бутенів, котрі могли використовуватись на установці з випуску бутадієна.
Етилен в подальшому споживається похідними виробництвами етиленвінілацетата/поліетилена низької щільності (300 тисяч тон) та оксида етилена (180 тисяч тон). Пропілен потрібен для роботи ліній акрилонітрила (260 тисяч тон), метилметакрилата (80 тисяч тон) та високоабсорбуючих полімерів (60 тисяч тон). Надлишкова частина пропілена призначалась для продажу зовнішнім споживачам.
Необхідні для роботи заводу 2,4 млн тонн метанолу на рік закуповуються на місцевому ринку або імпортуються.
У 2019 році Jiangsu Sailboat Petrochemical оголосила про намір спорудити у Ляньюньгані установку дегідрогенізації пропана, здатну продукувати 700 тисяч тон пропілена.